# Б-401 «Новосибирск»
Б-401 «Новосибирск» — российская дизель-электрическая подводная лодка проекта 877 «Палтус», первый корабль проекта.

## История
Заложена 6 октября 1982 года на заводе «Красное Сормово» в Горьком под заводским номером 601.
15 марта 1984 года была спущена на воду, 7 декабря того же года вошла в состав ВМФ. С октября 1984 года по май 1986 года временно находилась в составе 153-й бригады подводных лодок Черноморского флота в Севастополе.
С 1986 года находится в составе 161-й бригады подводных лодок Северного флота.
18 июля 1998 года получила наименование «Новосибирск» в связи с установлением над ней шефства администрацией г. Новосибирска.
После вывода в резерв ПЛ находится в резерве 2 категории.
В апреле 2016 года объявлен утилизационный тендер от Минобороны РФ.
Утилизирована в городе Североморск в 2020 году.

## Вооружение
Подводная лодка вооружена 6 носовыми торпедными аппаратами 533 мм. Боезапас составляет 18 торпед или 24 мины.